# Liste der Nummer-eins-Hits in Ungarn (2016)
Dies ist eine Liste der Nummer-eins-Hits in Ungarn im Jahr 2016. Sie basiert auf der Top 40 album-, DVD- és válogatáslemez-lista und der Rádiós Top 40 játszási lista der Magyar Hanglemezkiadók Szövetsége (Mahasz), dem ungarischen Vertreter der International Federation of the Phonographic Industry.

## Singles
| ← 2015 ← | Liste der Nummer-eins-Hits in Ungarn | Liste der Nummer-eins-Hits in Ungarn | Liste der Nummer-eins-Hits in Ungarn | 2017 → |
| \| Zeitraum \| Wo. ges. \| Interpret \| Titel Autor(en) \| Zusätzliche Informationen \| \| (Zeitraum, Wochen auf Platz eins, Interpret, Titel, Autor[en], zusätzliche Informationen) \| \| \| \| \| \| ----------------------------------------------------------------------------------------- \| -------- \| ----------------------------------- \| ------------------------------------------------------------------------------------------------------------------------------------------------------------------------------------- \| --------------------------------------------------------------------------------------------------------------------------- \| \| 21. Dezember 2015 – 10. Januar 2016 3 Wochen (insgesamt 5) \| 5 \| Adele \| Hello Greg Kurstin, Adele Adkins \| – \| \| 11. Januar 2016 – 24. Januar 2016 2 Wochen \| 2 \| Halott Pénz \| Darabokar törted a szívem \| – \| \| 25. Januar 2016 – 31. Januar 2016 1 Woche \| 1 \| ByeAlex és a slepp \| Még mindig … (Lotfi Begi Remix) \| Nach seinem ESC-Beitrag Kedvesem von 2013 schaffte es der ungarische Musiker ein weiteres Mal auf Platz 1 in seiner Heimat. \| \| 1. Februar 2016 – 14. Februar 2016 2 Wochen (insgesamt 3) \| 3 \| Jonas Blue feat. Dakota \| Fast Car Tracy Chapman \| – \| \| 15. Februar 2016 – 21. Februar 2016 1 Woche (insgesamt 2) \| 2 \| Fleur East \| Sax James Abrahart, Edvard Førre Erfjord, Fleur East, Camille Purcell, Henrik Michelsen \| – \| \| 22. Februar 2016 – 28. Februar 2016 1 Woche (insgesamt 4) \| 4 \| Lotfi Begi feat. Mező Misi \| Egy szó miatt \| – \| \| 29. Februar 2016 – 6. März 2016 1 Woche (insgesamt 3) \| 3 \| Jonas Blue feat. Dakota \| Fast Car Tracy Chapman \| – \| \| 7. März 2016 – 13. März 2016 1 Woche (insgesamt 4) \| 4 \| Lotfi Begi feat. Mező Misi \| Egy szó miatt \| – \| \| 14. März 2016 – 20. März 2016 1 Woche (insgesamt 2) \| 2 \| Fleur East \| Sax James Abrahart, Edvard Førre Erfjord, Fleur East, Camille Purcell, Henrik Michelsen \| – \| \| 21. März 2016 – 3. April 2016 2 Wochen (insgesamt 4) \| 4 \| Lotfi Begi feat. Mező Misi \| Egy szó miatt \| – \| \| 4. April 2016 – 10. April 2016 1 Woche \| 1 \| Kygo feat. Maty Noyes \| Stay William Wiik Larsen, Kyrre Gørvell-Dahll, Maty Noyes \| – \| \| 11. April 2016 – 24. April 2016 2 Wochen \| 2 \| Avicii \| Broken Arrows Carl Falk, Rami Yacoub, Zac Brown, Tim Bergling, Niko Moon \| – \| \| 25. April 2016 – 15. Mai 2016 3 Wochen (insgesamt 4) \| 4 \| Sia feat. Sean Paul \| Cheap Thrills Sia Furler, Greg Kurstin, Sean Paul Henriques \| – \| \| 16. Mai 2016 – 22. Mai 2016 1 Woche (insgesamt 8) \| 8 \| Justin Timberlake \| Can’t Stop the Feeling! Max Martin, Karl Johan Schuster, Justin Timberlake \| – \| \| 23. Mai 2016 – 29. Mai 2016 1 Woche (insgesamt 4) \| 4 \| Sia feat. Sean Paul \| Cheap Thrills Sia Furler, Greg Kurstin, Sean Paul Henriques \| – \| \| 30. Mai 2016 – 5. Juni 2016 1 Woche \| 1 \| Calvin Harris feat. Rihanna \| This Is What You Came For Calvin Harris, Nils Sjöberg \| – \| \| 6. Juni 2016 – 19. Juni 2016 2 Wochen (insgesamt 8) \| 8 \| Justin Timberlake \| Can’t Stop the Feeling! Max Martin, Karl Johan Schuster, Justin Timberlake \| – \| \| 20. Juni 2016 – 26. Juni 2016 1 Woche (insgesamt 3) \| 3 \| Kungs vs. Cookin’ on 3 Burners \| This Girl Lance Ferguson, Ivan Khatchoyan, Jake Mason \| – \| \| 27. Juni 2016 – 17. Juli 2016 3 Wochen (insgesamt 8) \| 8 \| Justin Timberlake \| Can’t Stop the Feeling! Max Martin, Karl Johan Schuster, Justin Timberlake \| – \| \| 18. Juli 2016 – 24. Juli 2016 1 Woche (insgesamt 3) \| 3 \| Kungs vs. Cookin’ on 3 Burners \| This Girl Lance Ferguson, Ivan Khatchoyan, Jake Mason \| – \| \| 25. Juli 2016 – 7. August 2016 2 Wochen (insgesamt 8) \| 8 \| Justin Timberlake \| Can’t Stop the Feeling! Max Martin, Karl Johan Schuster, Justin Timberlake \| – \| \| 8. August 2016 – 14. August 2016 1 Woche (insgesamt 3) \| 3 \| Kungs vs. Cookin’ on 3 Burners \| This Girl Lance Ferguson, Ivan Khatchoyan, Jake Mason \| – \| \| 15. August 2016 – 28. August 2016 2 Wochen \| 2 \| Pixa & Stereo Palma feat. Wellhello \| Balatoni nyár \| – \| \| 29. August 2016 – 4. September 2016 1 Woche \| 1 \| Sigma feat. Take That \| Cry Gary Barlow, Mark Anthony Owen, Howard Paul Donald, Cameron James Edwards, Joseph Aluin Lenzie, Matt Furmidge, Chiara Hunter, Dominic Joshua Alexander Liu, Sean Michael McDonagh \| – \| \| 5. September 2016 – 11. September 2016 1 Woche (insgesamt 4) \| 4 \| Enrique Iglesias feat. Wisin \| Duele el corazón Enrique Iglesias, Francisco Saldana, Hasibur Rahman, Juan Luis Moreira, Patrick A. Ingunza, Servando Moriche Primera Mussett, Silverlo Lozada \| – \| \| 12. September 2016 – 18. September 2016 1 Woche \| 1 \| Halott Pénz feat. Agebeat & Kovary \| Élnünk kellett volna \| – \| \| 19. September 2016 – 9. Oktober 2016 3 Wochen (insgesamt 4) \| 4 \| Enrique Iglesias feat. Wisin \| Duele el corazón Enrique Iglesias, Francisco Saldana, Hasibur Rahman, Juan Luis Moreira, Patrick A. Ingunza, Servando Moriche Primera Mussett, Silverlo Lozada \| – \| \| 10. Oktober 2016 – 16. Oktober 2016 1 Woche (insgesamt 6) \| 6 \| Calvin Harris \| My Way Calvin Harris \| – \| \| 17. Oktober 2016 – 23. Oktober 2016 1 Woche (insgesamt 2) \| 2 \| Sia feat. Kendrick Lamar \| The Greatest Sia Furler, Greg Kurstin \| – \| \| 24. Oktober 2016 – 13. November 2016 3 Wochen (insgesamt 6) \| 6 \| Calvin Harris \| My Way Calvin Harris \| – \| \| 14. November 2016 – 20. November 2016 1 Woche (insgesamt 2) \| 2 \| Sia feat. Kendrick Lamar \| The Greatest Sia Furler, Greg Kurstin \| – \| \| 21. November 2016 – 4. Dezember 2016 2 Wochen (insgesamt 6) \| 6 \| Calvin Harris \| My Way Calvin Harris \| – \| \| 5. Dezember 2016 – 26. Januar 2017 7 Wochen (insgesamt 8) \| 8 \| Rag ’n’ Bone Man \| Human Rory Graham, Jamie Hartman \| – \| |                                      |                                      | | |
| ← 2015 |                                      |                                      | | → 2017 → |
| Zeitraum | Wo. ges.                             | Interpret                            | Titel Autor(en) | Zusätzliche Informationen                                                                                                   |
| (Zeitraum, Wochen auf Platz eins, Interpret, Titel, Autor[en], zusätzliche Informationen) |                                      |                                      | | |
| 21. Dezember 2015 – 10. Januar 2016 3 Wochen (insgesamt 5) | 5                                    | Adele                                | Hello Greg Kurstin, Adele Adkins | – |
| 11. Januar 2016 – 24. Januar 2016 2 Wochen | 2                                    | Halott Pénz                          | Darabokar törted a szívem | – |
| 25. Januar 2016 – 31. Januar 2016 1 Woche | 1                                    | ByeAlex és a slepp                   | Még mindig … (Lotfi Begi Remix) | Nach seinem ESC-Beitrag Kedvesem von 2013 schaffte es der ungarische Musiker ein weiteres Mal auf Platz 1 in seiner Heimat. |
| 1. Februar 2016 – 14. Februar 2016 2 Wochen (insgesamt 3) | 3                                    | Jonas Blue feat. Dakota              | Fast Car Tracy Chapman | – |
| 15. Februar 2016 – 21. Februar 2016 1 Woche (insgesamt 2) | 2                                    | Fleur East                           | Sax James Abrahart, Edvard Førre Erfjord, Fleur East, Camille Purcell, Henrik Michelsen                                                                                               | – |
| 22. Februar 2016 – 28. Februar 2016 1 Woche (insgesamt 4) | 4                                    | Lotfi Begi feat. Mező Misi           | Egy szó miatt | – |
| 29. Februar 2016 – 6. März 2016 1 Woche (insgesamt 3) | 3                                    | Jonas Blue feat. Dakota              | Fast Car Tracy Chapman | – |
| 7. März 2016 – 13. März 2016 1 Woche (insgesamt 4) | 4                                    | Lotfi Begi feat. Mező Misi           | Egy szó miatt | – |
| 14. März 2016 – 20. März 2016 1 Woche (insgesamt 2) | 2                                    | Fleur East                           | Sax James Abrahart, Edvard Førre Erfjord, Fleur East, Camille Purcell, Henrik Michelsen                                                                                               | – |
| 21. März 2016 – 3. April 2016 2 Wochen (insgesamt 4) | 4                                    | Lotfi Begi feat. Mező Misi           | Egy szó miatt | – |
| 4. April 2016 – 10. April 2016 1 Woche | 1                                    | Kygo feat. Maty Noyes                | Stay William Wiik Larsen, Kyrre Gørvell-Dahll, Maty Noyes | – |
| 11. April 2016 – 24. April 2016 2 Wochen | 2                                    | Avicii                               | Broken Arrows Carl Falk, Rami Yacoub, Zac Brown, Tim Bergling, Niko Moon | – |
| 25. April 2016 – 15. Mai 2016 3 Wochen (insgesamt 4) | 4                                    | Sia feat. Sean Paul                  | Cheap Thrills Sia Furler, Greg Kurstin, Sean Paul Henriques | – |
| 16. Mai 2016 – 22. Mai 2016 1 Woche (insgesamt 8) | 8                                    | Justin Timberlake                    | Can’t Stop the Feeling! Max Martin, Karl Johan Schuster, Justin Timberlake | – |
| 23. Mai 2016 – 29. Mai 2016 1 Woche (insgesamt 4) | 4                                    | Sia feat. Sean Paul                  | Cheap Thrills Sia Furler, Greg Kurstin, Sean Paul Henriques | – |
| 30. Mai 2016 – 5. Juni 2016 1 Woche | 1                                    | Calvin Harris feat. Rihanna          | This Is What You Came For Calvin Harris, Nils Sjöberg | – |
| 6. Juni 2016 – 19. Juni 2016 2 Wochen (insgesamt 8) | 8                                    | Justin Timberlake                    | Can’t Stop the Feeling! Max Martin, Karl Johan Schuster, Justin Timberlake | – |
| 20. Juni 2016 – 26. Juni 2016 1 Woche (insgesamt 3) | 3                                    | Kungs vs. Cookin’ on 3 Burners       | This Girl Lance Ferguson, Ivan Khatchoyan, Jake Mason | – |
| 27. Juni 2016 – 17. Juli 2016 3 Wochen (insgesamt 8) | 8                                    | Justin Timberlake                    | Can’t Stop the Feeling! Max Martin, Karl Johan Schuster, Justin Timberlake | – |
| 18. Juli 2016 – 24. Juli 2016 1 Woche (insgesamt 3) | 3                                    | Kungs vs. Cookin’ on 3 Burners       | This Girl Lance Ferguson, Ivan Khatchoyan, Jake Mason | – |
| 25. Juli 2016 – 7. August 2016 2 Wochen (insgesamt 8) | 8                                    | Justin Timberlake                    | Can’t Stop the Feeling! Max Martin, Karl Johan Schuster, Justin Timberlake | – |
| 8. August 2016 – 14. August 2016 1 Woche (insgesamt 3) | 3                                    | Kungs vs. Cookin’ on 3 Burners       | This Girl Lance Ferguson, Ivan Khatchoyan, Jake Mason | – |
| 15. August 2016 – 28. August 2016 2 Wochen | 2                                    | Pixa & Stereo Palma feat. Wellhello  | Balatoni nyár | – |
| 29. August 2016 – 4. September 2016 1 Woche | 1                                    | Sigma feat. Take That                | Cry Gary Barlow, Mark Anthony Owen, Howard Paul Donald, Cameron James Edwards, Joseph Aluin Lenzie, Matt Furmidge, Chiara Hunter, Dominic Joshua Alexander Liu, Sean Michael McDonagh | – |
| 5. September 2016 – 11. September 2016 1 Woche (insgesamt 4) | 4                                    | Enrique Iglesias feat. Wisin         | Duele el corazón Enrique Iglesias, Francisco Saldana, Hasibur Rahman, Juan Luis Moreira, Patrick A. Ingunza, Servando Moriche Primera Mussett, Silverlo Lozada                        | – |
| 12. September 2016 – 18. September 2016 1 Woche | 1                                    | Halott Pénz feat. Agebeat & Kovary   | Élnünk kellett volna | – |
| 19. September 2016 – 9. Oktober 2016 3 Wochen (insgesamt 4) | 4                                    | Enrique Iglesias feat. Wisin         | Duele el corazón Enrique Iglesias, Francisco Saldana, Hasibur Rahman, Juan Luis Moreira, Patrick A. Ingunza, Servando Moriche Primera Mussett, Silverlo Lozada                        | – |
| 10. Oktober 2016 – 16. Oktober 2016 1 Woche (insgesamt 6) | 6                                    | Calvin Harris                        | My Way Calvin Harris | – |
| 17. Oktober 2016 – 23. Oktober 2016 1 Woche (insgesamt 2) | 2                                    | Sia feat. Kendrick Lamar             | The Greatest Sia Furler, Greg Kurstin | – |
| 24. Oktober 2016 – 13. November 2016 3 Wochen (insgesamt 6) | 6                                    | Calvin Harris                        | My Way Calvin Harris | – |
| 14. November 2016 – 20. November 2016 1 Woche (insgesamt 2) | 2                                    | Sia feat. Kendrick Lamar             | The Greatest Sia Furler, Greg Kurstin | – |
| 21. November 2016 – 4. Dezember 2016 2 Wochen (insgesamt 6) | 6                                    | Calvin Harris                        | My Way Calvin Harris | – |
| 5. Dezember 2016 – 26. Januar 2017 7 Wochen (insgesamt 8) | 8                                    | Rag ’n’ Bone Man                     | Human Rory Graham, Jamie Hartman | – |

## Alben
| ← 2015 ← | Liste der Nummer-eins-Hits in Ungarn | Liste der Nummer-eins-Hits in Ungarn | Liste der Nummer-eins-Hits in Ungarn           | 2017 → |
| \| Zeitraum \| Wo. ges. \| Interpret \| Titel \| Zusätzliche Informationen \| \| (Zeitraum, Wochen auf Platz eins, Interpret, Titel, zusätzliche Informationen) \| \| \| \| \| \| ------------------------------------------------------------------------------ \| -------- \| --------------------- \| ---------------------------------------------- \| -------------------------------------------------------------------------------------------------------------------------------------------------------------------------------------------------------------------------------------------------------------------------------------- \| \| 28. Dezember 2015 – 3. Januar 2016 1 Woche \| 1 \| (Musical) \| A Játékkészítő \| Bereits das ganze Jahr über war das ungarische Pop-Musical über den Spielzeughersteller (so die Übersetzung von Játékkészítő) erfolgreich gewesen. Eine Sonderinszenierung in Budapest für die Weihnachtstage verhalf dem Musicalalbum zur ersten Spitzenplatzierung im neuen Jahr.[1] \| \| 4. Januar 2016 – 14. Februar 2016 6 Wochen (insgesamt 12) \| 12 \| Tankcsapda \| Jubileum 25 (Főnix Koncert) \| – \| \| 15. Februar 2016 – 21. Februar 2016 1 Woche (insgesamt 2) \| 2 \| Bródy János \| Ráadás \| – \| \| 22. Februar 2016 – 28. Februar 2016 1 Woche \| 1 \| Rúzsa Magdolna \| Tizenegy \| – \| \| 29. Februar 2016 – 6. März 2016 1 Woche \| 1 \| Wisdom \| Rise of the Wise \| – \| \| 7. März 2016 – 13. März 2016 1 Woche \| 1 \| 30Y \| Best Of \| – \| \| 14. März 2016 – 20. März 2016 1 Woche \| 1 \| Leander Kills \| Túlélő \| – \| \| 21. März 2016 – 27. März 2016 1 Woche \| 1 \| Fish! \| Idő van \| – \| \| 28. März 2016 – 3. April 2016 1 Woche (insgesamt 2) \| 2 \| Bródy János \| Ráadás \| – \| \| 4. April 2016 – 8. Mai 2016 5 Wochen (insgesamt 6) \| 6 \| Kowalsky meg a Vega \| Varázsszavak \| – \| \| 9. Mai 2016 – 5. Juni 2016 4 Wochen (insgesamt 6) \| 6 \| Tankcsapda \| Három rohadék rockcsempész - A huszonötödik év \| – \| \| 6. Juni 2016 – 19. Juni 2016 2 Wochen (insgesamt 3) \| 3 \| Hooligans \| Igaz történet \| – \| \| 20. Juni 2016 – 26. Juni 2016 1 Woche (insgesamt 2) \| 2 \| Red Hot Chili Peppers \| The Getaway \| – \| \| 27. Juni 2016 – 3. Juli 2016 1 Woche \| 1 \| Bon Voyage \| Válogatott slágerek (utazáshoz, szurkoláshoz) \| Fußballhits zur Euro 2016 aufgenommen im Mai beim Bon Voyage Fesztivál im Budapest Park.[2] \| \| 4. Juli 2016 – 10. Juli 2016 1 Woche (insgesamt 2) \| 2 \| Red Hot Chili Peppers \| The Getaway \| – \| \| 11. Juli 2016 – 24. Juli 2016 2 Wochen (insgesamt 6) \| 6 \| Tankcsapda \| Három rohadék rockcsempész - A huszonötödik év \| – \| \| 25. Juli 2016 – 31. Juli 2016 1 Woche (insgesamt 3) \| 3 \| Hooligans \| Igaz történet \| – \| \| 1. August 2016 – 7. August 2016 1 Woche (insgesamt 6) \| 6 \| Kowalsky meg a Vega \| Varázsszavak \| – \| \| 8. August 2016 – 21. August 2016 2 Wochen (insgesamt 6) \| 6 \| Ossian \| 30 év legszebb balladái \| – \| \| 22. August 2016 – 28. August 2016 1 Woche \| 1 \| Zorall \| Retrográd \| – \| \| 29. August 2016 – 25. September 2016 4 Wochen (insgesamt 6) \| 6 \| Ossian \| 30 év legszebb balladái \| – \| \| 26. September 2016 – 16. Oktober 2016 3 Wochen (insgesamt 5) \| 5 \| Ákos \| Veletek vagyunk / Dupla Aréna 2015 \| – \| \| 17. Oktober 2016 – 30. Oktober 2016 2 Wochen \| 2 \| Michael Bublé \| Nobody But Me \| – \| \| 31. Oktober 2016 – 6. November 2016 1 Woche (insgesamt 5) \| 5 \| Ákos \| Veletek vagyunk / Dupla Aréna 2015 \| – \| \| 7. November 2016 – 13. November 2016 1 Woche \| 1 \| Republic \| Koncert Budapest Park 2015.09.19. \| – \| \| 14. November 2016 – 20. November 2016 1 Woche (insgesamt 5) \| 5 \| Ákos \| Veletek vagyunk / Dupla Aréna 2015 \| – \| \| 21. November 2016 – 2. Februar 2017 10 Wochen (insgesamt 13) \| 13 \| Tankcsapda \| Dolgozzátok fel! \| – \| |                                      |                                      |                                                | |
| ← 2015 |                                      |                                      |                                                | → 2017 → |
| Zeitraum | Wo. ges.                             | Interpret                            | Titel                                          | Zusätzliche Informationen |
| (Zeitraum, Wochen auf Platz eins, Interpret, Titel, zusätzliche Informationen) |                                      |                                      |                                                | |
| 28. Dezember 2015 – 3. Januar 2016 1 Woche | 1                                    | (Musical)                            | A Játékkészítő                                 | Bereits das ganze Jahr über war das ungarische Pop-Musical über den Spielzeughersteller (so die Übersetzung von Játékkészítő) erfolgreich gewesen. Eine Sonderinszenierung in Budapest für die Weihnachtstage verhalf dem Musicalalbum zur ersten Spitzenplatzierung im neuen Jahr. |
| 4. Januar 2016 – 14. Februar 2016 6 Wochen (insgesamt 12) | 12                                   | Tankcsapda                           | Jubileum 25 (Főnix Koncert)                    | – |
| 15. Februar 2016 – 21. Februar 2016 1 Woche (insgesamt 2) | 2                                    | Bródy János                          | Ráadás                                         | – |
| 22. Februar 2016 – 28. Februar 2016 1 Woche | 1                                    | Rúzsa Magdolna                       | Tizenegy                                       | – |
| 29. Februar 2016 – 6. März 2016 1 Woche | 1                                    | Wisdom                               | Rise of the Wise                               | – |
| 7. März 2016 – 13. März 2016 1 Woche | 1                                    | 30Y                                  | Best Of                                        | – |
| 14. März 2016 – 20. März 2016 1 Woche | 1                                    | Leander Kills                        | Túlélő                                         | – |
| 21. März 2016 – 27. März 2016 1 Woche | 1                                    | Fish!                                | Idő van                                        | – |
| 28. März 2016 – 3. April 2016 1 Woche (insgesamt 2) | 2                                    | Bródy János                          | Ráadás                                         | – |
| 4. April 2016 – 8. Mai 2016 5 Wochen (insgesamt 6) | 6                                    | Kowalsky meg a Vega                  | Varázsszavak                                   | – |
| 9. Mai 2016 – 5. Juni 2016 4 Wochen (insgesamt 6) | 6                                    | Tankcsapda                           | Három rohadék rockcsempész - A huszonötödik év | – |
| 6. Juni 2016 – 19. Juni 2016 2 Wochen (insgesamt 3) | 3                                    | Hooligans                            | Igaz történet                                  | – |
| 20. Juni 2016 – 26. Juni 2016 1 Woche (insgesamt 2) | 2                                    | Red Hot Chili Peppers                | The Getaway                                    | – |
| 27. Juni 2016 – 3. Juli 2016 1 Woche | 1                                    | Bon Voyage                           | Válogatott slágerek (utazáshoz, szurkoláshoz)  | Fußballhits zur Euro 2016 aufgenommen im Mai beim Bon Voyage Fesztivál im Budapest Park. |
| 4. Juli 2016 – 10. Juli 2016 1 Woche (insgesamt 2) | 2                                    | Red Hot Chili Peppers                | The Getaway                                    | – |
| 11. Juli 2016 – 24. Juli 2016 2 Wochen (insgesamt 6) | 6                                    | Tankcsapda                           | Három rohadék rockcsempész - A huszonötödik év | – |
| 25. Juli 2016 – 31. Juli 2016 1 Woche (insgesamt 3) | 3                                    | Hooligans                            | Igaz történet                                  | – |
| 1. August 2016 – 7. August 2016 1 Woche (insgesamt 6) | 6                                    | Kowalsky meg a Vega                  | Varázsszavak                                   | – |
| 8. August 2016 – 21. August 2016 2 Wochen (insgesamt 6) | 6                                    | Ossian                               | 30 év legszebb balladái                        | – |
| 22. August 2016 – 28. August 2016 1 Woche | 1                                    | Zorall                               | Retrográd                                      | – |
| 29. August 2016 – 25. September 2016 4 Wochen (insgesamt 6) | 6                                    | Ossian                               | 30 év legszebb balladái                        | – |
| 26. September 2016 – 16. Oktober 2016 3 Wochen (insgesamt 5) | 5                                    | Ákos                                 | Veletek vagyunk / Dupla Aréna 2015             | – |
| 17. Oktober 2016 – 30. Oktober 2016 2 Wochen | 2                                    | Michael Bublé                        | Nobody But Me                                  | – |
| 31. Oktober 2016 – 6. November 2016 1 Woche (insgesamt 5) | 5                                    | Ákos                                 | Veletek vagyunk / Dupla Aréna 2015             | – |
| 7. November 2016 – 13. November 2016 1 Woche | 1                                    | Republic                             | Koncert Budapest Park 2015.09.19.              | – |
| 14. November 2016 – 20. November 2016 1 Woche (insgesamt 5) | 5                                    | Ákos                                 | Veletek vagyunk / Dupla Aréna 2015             | – |
| 21. November 2016 – 2. Februar 2017 10 Wochen (insgesamt 13) | 13                                   | Tankcsapda                           | Dolgozzátok fel!                               | – |